# 한민학교
한민학교(韓民學校, Hanmin University)는 충청남도 논산시에 있던 학교로 외부에는 "한민대학교"로 소개했지만, 정규 4년제 대학교가 아니라 4년제 학사 학력 인정 학교였다.

## 역사
1959년 11월 30일 선교사 힐 요한 박사가 대전신학교로 설립했고, 그리스도의 교회(유악기파) 소속이 되었다. 1962년 2월 3일 교명을 한국성서신학교로 바꾸었다. 1981년 문교부로부터 4년제 한성신학교로 인가를 받았고, 2000년부터 한민학교라는 교명을 사용했다. 2008년 12월 12일에는 신라와 백제의 전장으로 알려져 황산벌 전투 최후 전적지로서 한민학교 평화의 동산 앞에 기념비를 세웠다.
한민학교는 몽골, 러시아, 필리핀과 유학생 협정을 맺고 20여명의 몽골 학생들을 데려와 새마을 운동 교육을 시켜 다시 몽골로 보내 몽골에 새마을 운동을 전파시키려 했다. 고려인 3세를 초청해 언론사를 견학시키기도 했으며, 전 소비에트 연방의 서기장 미하일 고르바초프를 초청하기도 했다. 또한 야구부와 축구부를 운영했다.

## 폐교
2012년 교육부가 한민학교에 종합감사를 실시한 결과 심각한 충원율부터 가짜 학생등록, 부적격 교수, 성적 및 출결 위조, 수료증 미발급 등의 비리를 확인했다. 신입생 충원율이 겨우 23.9%였고, 교직원 급여도 제대로 지급하지 못했다. 학생 수가 부족해 학교 운영에 어려움을 겪자 총장을 포함한 교직원 5명이 학생으로 등록하였다. 교수가 한 명도 없던 액션영화학과에 고등학교 졸업자를 교수로 임용하고, 실제로는 없는 학과를 만들어 외국인 유학생을 모집하고, 출석하지도 않은 학생들에게 성적을 부여하였다. 교육부 인가도 거치지 않은 평생교육원을 운영하였지만 교육과정을 마친 학생들에게 해당 자격증이나 수료증조차 발급하지 않았다. 결국 2013년 5월 29일 교육부는 경영난을 겪던 한민학교의 폐지를 인가했고, 재학생들을 대상으로 대전광역시와 충청남도에 있는 대학교의 유사 학과에 특별 편입학을 추진하였다.

### 경과
학교가 폐쇄된 이후 재학생들은 인근의 대전광역시와 충청남도에 있는 대학교의 유사 학과에 특별 편입되었으며 야구부의 경우는 학과를 무시하고 전원 우석대학교로 편입되었다. 야구부 실력이 매우 뛰어났기 때문인데 모든 스포츠의 명가격인 고려대학교의 야구부를 4-2로 이긴 적도 있었다.

## 같이 보기
- 각종학교